# Znakově orientovaný
Znakově orientovaný (případně bytově orientovaný) přenos nebo protokol je způsob sériové komunikace, kdy jednotlivé bity nejsou přenášeny samostatně, ale vždy jsou sdružovány do slabik s pevným počtem bitů, zpravidla osmi (v minulosti se však často používaly i kódy s 5 nebo 7 bity na slabiku). Při znakově orientovaném přenosu jsou i řídicí posloupnosti složeny z celých bytů. Příkladem znakově orientovaného protokolu je protokol BiSync firmy IBM a většina protokolů používajících arytmický sériový přenos.